# Ватомский
Ватомский — посёлок в Городском округе Бор Нижегородской области России. Входит в состав Останкинского сельсовета, ранее входил в состав Большеорловского сельсовета.

## География
Расположен на правом берегу реки Ватома, вместе впадения в неё реки Нестериха. Примерно в 33 км (по прямой) к северо-востоку от райцентра города Бор. Близлежащие населённые пункты: посёлок Большеорловское.

## Население
| 2002 | 2010 |
| ---- | ---- |
| 12   | ↘5   |

### Национальный состав
Согласно результатам переписи 2002 года, в национальной структуре населения русские составляли 75 %.